# Західногерманські мови
Західногерманські мови — мовна підгрупа германських мов, розповсюджена на території Центральної та Західної Європи, а також, внаслідок колонізацій, на всіх континентах світу.
Мовами, що належать до цієї групи є англійська, фризька, люксембурзька, нідерландська, німецька, їдиш, африкаанс.
Найпоширенішою серед західногерманських мов є англійська мова, що через надзвичайний вплив на засоби масової інформації і завдяки Інтернету стала світовою мовою. Другою поширеною мовою є німецька, якою говорять німці, австрійці, велика частина Швейцарії, Люксембургу та інших країн.

## Історія
Область первісного формування германських племен — південь Скандинавії, півострів Ютландія та Шлезвіг-Гольштейн: далі вони розвивалися на південь та захід на тлі численних міграцій їх носіїв, особливо в 2—5 ст., в епоху «Великого переселення народів».